# Quartet de corda núm. 5 (Schubert)
El Quartet de corda núm. 5 (D 68), en si♭ major, va ser compost per Franz Schubert el 1813.

## Moviments
1. Allegro (si♭ major)
2. Allegro (si♭ major)

Els moviments centrals s'han perdut.